# دودوناستو
دودوناستو (به لاتین: Duodonasto) یک منطقهٔ مسکونی در گرجستان است که در ناحیه دزاو واقع شده‌است.